# 色雷斯人

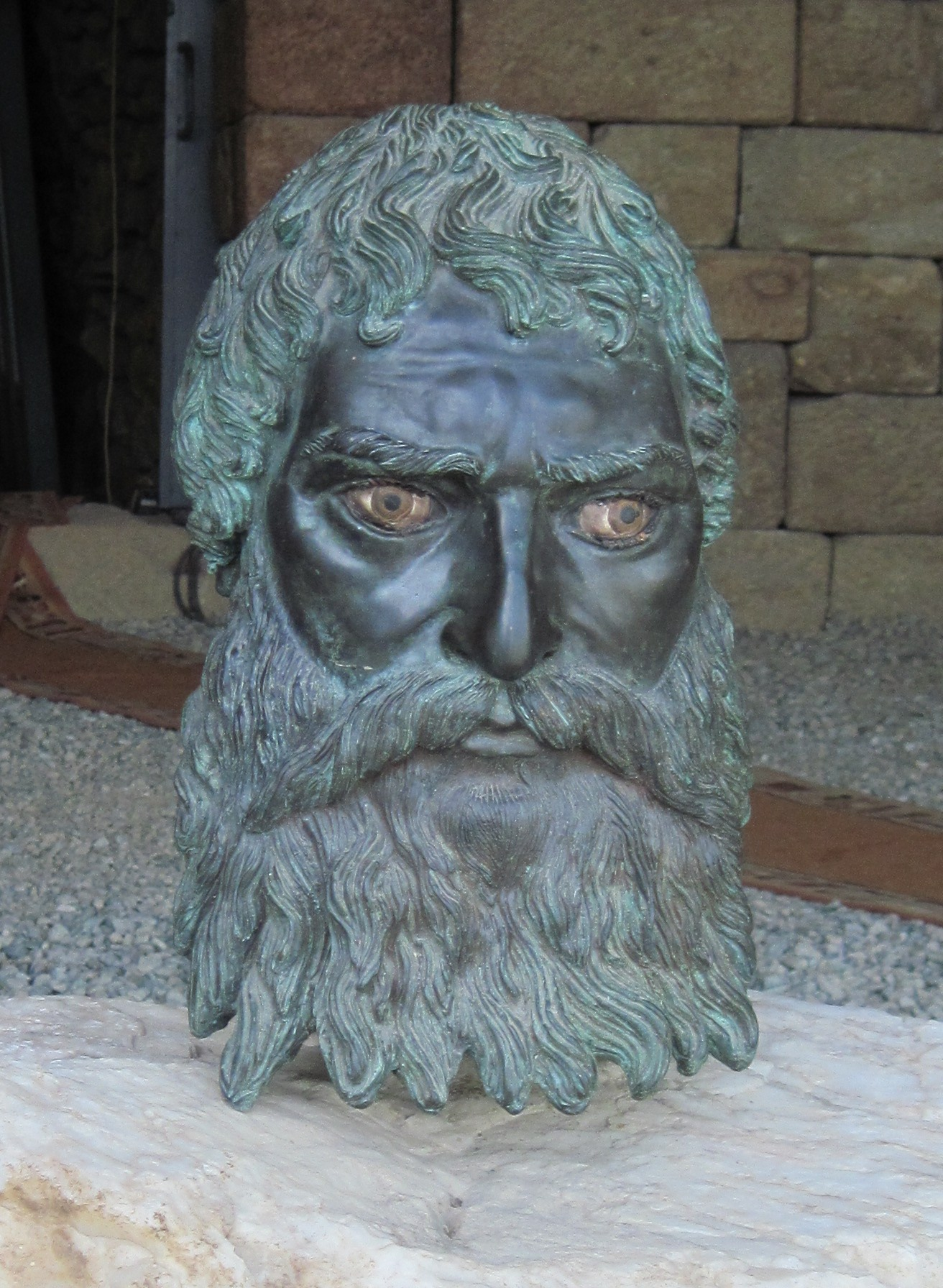
塞特斯三世國王（Seuthes III）的青銅頭像複製品；該頭像發現於奧德里西亞王國首都塞托波利斯（Seuthopolis）郊外（現保加利亞卡贊勒克附近）塞特斯三世國王之墓葬中。

色雷斯人（英語：Thracians，/ˈθreɪʃənz/，羅馬化：Thrāikes），是一個在約4000年前生活於現代保加利亞範圍內的族群。他們修築防禦工事和城市，將死者埋葬於紀念性墳墓中，以黃金和銀製的杯飲葡萄酒，並與古希臘人、羅馬人、波斯人、斯基泰人和古馬其頓人發生政治、軍事、貿易等互動。
古希臘和羅馬歷史學家一致認為，古代色雷斯人是優秀的戰士，只是持續的政治分裂，阻止了他們佔領地中海東北部周圍的土地。他們的士兵被視為僱傭兵，特別受馬其頓王國和羅馬人重視。 儘管這些歷史學家將色雷斯人描述為原始的族群，部分原因是他們生活在簡單、開放的村莊中，但他們實際上擁有高度發展的文化，尤其以詩歌和音樂聞名。

## 歷史
色雷斯人的確切起源尚不清楚，但據信色雷斯人是原始印歐人和早期歐洲農民（英語：Early European Farmers）的混合後裔。
在西元前五世紀左右，巴爾幹東部地區的居民開始組織成不同的土著民族群體，這些群體後來被古希臘人一同稱作「色雷斯人」。
色雷斯文化出現於青銅時代早期，大約開始於西元前3500年。 由此也發展出了蓋塔人、達契亞人以及其他地區部落群體。歷史和考古記錄表明，色雷斯文化在公元前三千年和二千年蓬勃發展。 色諾芬尼在公元前6世紀將色雷斯人描述為「藍眼睛、紅頭髮」。
在約西元前516年至510年，大多數色雷斯人屈服於波斯的控制。 後來，奧德里薩（Odrysae）部落的成員短暫地將色雷斯人統一為一個帝國；該帝國在公元前360年分裂成三部分，並在約356年至342年被腓力二世領導的馬其頓同化。色雷斯人在腓力二世的兒子亞歷山大大帝的軍事擴張過程中，提供了重要的輕武裝部隊支持。

## 文化
雖然羅馬人和希臘人認為色雷斯人風氣淳樸，但據稱他們的文化以複雜的詩歌和音樂聞名。
紋身的風俗流行於許多成年男性和女性成員間。
色雷斯人與其周圍民族進行文化互動，如希臘人、波斯人、斯基泰人和凱爾特人。

## 基因
2019年发表于《科学报告》的一项基因研究检测了保加利亚地区25具公元前3千纪至2千纪色雷斯人遗骸的线粒体DNA。研究发现这些遗骸携带西部草原牧民（WSHs）与欧洲早期农民（EEFs）的混合血统，印证了东南欧是连接东欧与地中海地区关键纽带的观点。
2013年保加利亚的一项研究指出，色雷斯人（公元前8-6世纪）、中世纪保加利亚人（公元8-10世纪）与现代保加利亚人存在基因相似性，其中与罗马尼亚人、北意大利人和北希腊人亲缘度最高。
对保加利亚铁器时代和古代色雷斯人遗骸的检测显示，其主要携带Y-DNA单倍群E-V13。具体样本基因型包括：E-BY3880（3例）、E-L618（2例）、E-M78（2例）、R-Z93（1例）、E-CTS1273（1例）、E-BY14160（1例）。六例样本被推测为棕色眼睛，两例为蓝色眼睛，多数样本肤色预测为中等，发色预测则从以棕色为主到浅色和深色不等。

## 參看
- 色雷斯
- 色雷斯語
- 斯韋什塔里的色雷斯人墓
- 輕盾兵